# Gaspar Miguel de Berrío

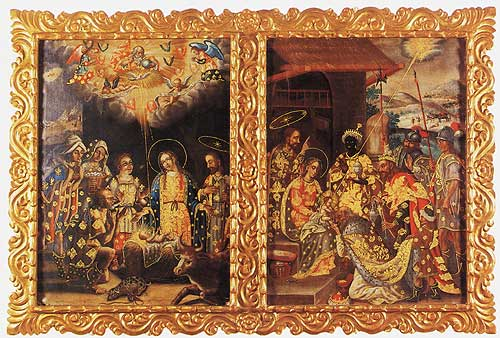
Díptico de La adoración de los pastores y La adoración de los reyes magos, Museo Nacional de Arte, La Paz.

Gaspar Miguel de Berrío (Potosí, c. 1706- c.1762) fue un pintor, representante del barroco americano, que trabajó en Potosí, Virreinato del Perú, en Alto Perú, la actual Bolivia. Se le cataloga como uno de los principales exponentes de la Escuela de Potosí, tras Melchor Pérez de Holguín, de quién habría sido discípulo. Su obra combina la temática religiosa, ecos del tenebrismo español, el uso del pan de oro y la realización de paisajes de su ciudad. 
Gaspar Miguel de Berrío, nacido en Potosí en 1706 y que seguía pintando en 1762. De Berrío, el mejor pintor de Charcas en el siglo XVIII, después de Melchor Pérez de Holguín, se tiene una treintena de cuadros, por lo general de buena factura, como: La vista panorámica de Potosí, hoy en el museo de Charcas de Sucre, las Adoraciones de Pastores y Reyes, en el Museo Nacional de La Paz, El Patrocinio de San José y, otras en el Museo de la Casa Nacional de Moneda.

## Algunas obras
- Adoración de los pastores y adoración de los reyes, díptico, óleo sobre tela, 84 x 64 y 84 x 61 cm, Museo Nacional de Arte (Bolivia), La Paz.
- Coronación de la Virgen, óleo sobre tela 150 x 113 cm, Museo Nacional de Arte (Bolivia).
- El Patrocinio de San José, Casa de la Moneda de Bolivia, Potosí.
- La Divina Pastora, Casa de la Moneda de Bolivia, Potosí.
- San Miguel Arcángel, Casa de la Moneda de Bolivia, Potosí.
- El Cerro Rico y la Villa Imperial, Museo de Charcas, Sucre.
- Patrocinio de San José, óleo sobre tela, 137 x 160 cm, Museo Nacional de Bellas Artes (Chile).
- Nacimiento de Niño Dios y 25 Cuartillas Consonantes, cuadro didáctico, óleo sobre tela, 94 x 130 cm, Museo Histórico Nacional de Chile.
- Virgen de Copacabana de múltiples advocaciones, óleo sobre latón, Museo de Arte Hispanoamericano Isaac Fernández Blanco, Buenos Aires.